# Symphonia clusioides
Symphonia clusioides är en tvåhjärtbladig växtart som beskrevs av John Gilbert Baker. Symphonia clusioides ingår i släktet Symphonia och familjen Clusiaceae. Inga underarter finns listade i Catalogue of Life.